# Kwas piorunowy
Kwas piorunowy (kwas fulminowy), HCNO – nieorganiczny związek chemiczny, izomer kwasu cyjanowego (HOCN) i izocyjanowego (HNCO). Istnieje tylko w wodnym roztworze. Jest reaktywny, ulega addycji i polimeryzacji.
Został odkryty w 1824 roku przez Justusa von Liebiga. Jego mezomeryczna struktura została odkryta po wieloletnich badaniach w roku 1960. Kwas piorunowy jest najprostszym przedstawicielem jednej z grup 1,3-dipoli zwanych N-tlenkami nitryli.
Kwas piorunowy i jego sole – pioruniany, np. piorunian rtęci, stosowane są jako detonatory innych materiałów wybuchowych.